# Галапагоська експедиція Гопкінса—Стенфорда
Галапаго́ська експеди́ція Го́пкінса—Сте́нфорда (англ. Hopkins-Stanford Galapagos Expedition) — експедиція, надіслана восені 1898 року Зоологічним факультетом Стенфордського університету під патронажем Тімоті Гопкінса (Timothy Hopkins, мецената, що активно підтримував університет) до Галапагоських островів. Керівниками експедиції були два вчених, Роберт Е. Снодґрасс (Robert E. Snodgrass) і Едмунд Геллер (Edmund Heller), вона відправилася на шхуні «Джулія Волен» (Julia E. Whalen). Перш за все група була зацікавлена у зборі колекції хребетних, хоча в результаті була зібрана більш-менш повна колекція представників всіх класів тварин і рослин. Експедиція мала значні прівелеї від еквадорського уряду та дозвіл збирати тварин та рослин на всіх островах групи. На шляху додому експедиція також відвідала острів Кокос, де знаходилася протягом чотирьох днів. 30 серпня 1899 року експедиція повернулася до Сан-Франциско.